# Missionari del Sacro Cuore e Santa Maria di Guadalupe
I Missionari del Sacro Cuore e Santa Maria di Guadalupe (in latino Missionarii Sacri Cuori et Sanctae Mariae de Guadalupe, in spagnolo Misioneros del Sagrado Corazón y de Santa María de Guadalupe) sono un istituto religioso maschile di diritto pontificio: i membri di questa congregazione clericale pospongono al loro nome la sigla M.S.C.

## Storia
La nascita della congregazione è da inquadrarsi nel clima di fervore religioso che caratterizzò il Messico dopo la caduta del governo di Plutarco Elías Calles (1934), che aveva condotto una decisa politica antiecclesiastica; venne fondata da Teodosio Martínez Ramos (1908-1978) su ispirazione di María Amada Sánchez Muñoz (1895-1967).
Il 3 giugno 1938, con il permesso del vescovo di Chiapas Gerardo Anaya y Diez de Bonilla, aprì ad Azcapotzalco (presso Città del Messico) una scuola apostolica di carità per la formazione di sacerdoti religiosi da impiegare per l'opera di evangelizzazione tra gli indigeni e i lavoratori dei campi.
La congregazione per i Religiosi diede il suo nihil obstat per l'erezione della compagnia missionaria in istituto di diritto diocesano il 12 settembre 1951 e i Missionari del Sacro Cuore vennero approvati dalla Santa Sede il 19 settembre 2002.

## Attività e diffusione
I Missionari si dedicano a diverse opere di apostolato presso le popolazioni indigene, gli operai e i contadini.
Oltre che in Messico, sono presenti in Perù; la sede generalizia è ad Azcapotzalco.
Nel 2004 l'istituto contava 21 case e 95 religiosi, 56 dei quali sacerdoti.